# Ferrari 512 S
L’appellation Ferrari 512 S désigne un modèle de voitures de sport-prototypes construites à 26 exemplaires jusqu’en janvier 1970, faisant partie de la série Ferrari P. 
Les véhicules, à moteur V12, furent inscrits dans le championnat du monde des voitures de sport 1970 par la Scuderia Ferrari et par des écuries privées. Dès l'été, des versions modifiées ressemblant davantage au principal concurrent, la Porsche 917, commencent à apparaître sous l’appellation Ferrari 512 M (M pour modificata). 
Au cours du Championnat du monde des voitures de sport 1971, l’usine se concentre sur la mise au point de la nouvelle Ferrari 312 PB et abandonne la 512 qui n'est plus engagée que par des écuries privées. 
À partir de 1972, la 512 (comme la Porsche 917) est retirée du championnat à la suite d'une modification du règlement, et certaines 512 détenues par des écuries privées sont inscrites dans des courses CanAm et Intersérie.

## Nomenclature
La Ferrari 512 est appelée ainsi en raison de sa cylindrée de cinq litres et de la configuration V12 de son moteur.

## Histoire
Jusqu’en 1967, Ferrari alignait des prototypes de quatre litres de cylindrée (voir Ferrari P), mais en raison des vitesses élevées atteintes au Mans par ces voitures ainsi que par les Ford GT40 motorisées par le V8 de sept litres, le règlement fut modifié pour 1968. Les prototypes du Groupe 6 virent leur cylindrée limitée à 3 litres comme en Formule 1. Bien que disposant d’un moteur approprié, Ferrari choisit de tirer un trait sur la saison 1968 pour revenir en 1969 avec la Ferrari 312 P. Cette année-là, Porsche avait exploité avec la Porsche 917 une faille du règlement, et avait pris le risque de construire vingt-cinq exemplaires d’un véhicule à moteur 5 litres pour permettre son homologation dans le Groupe 5 défini par la FIA comme la catégorie des voitures de sport. Profitant de la cession de la moitié de son entreprise à Fiat, Enzo Ferrari rassemble alors les fonds nécessaires pour concurrencer Porsche. Ferrari avait l’intention de vendre les voitures en surplus à des écuries clientes, ce qui signifie que plusieurs dizaines de ces voitures très puissantes étaient disponibles. Chacune d’entre elles nécessitant deux pilotes pour une course d’endurance, il y avait besoin de nombreux pilotes expérimentés dans les différentes écuries, qui ne furent pas toujours trouvés.
Le moteur de la 512 S était un V12 à 60° développant 560 ch (404 kW) entièrement nouveau. Comparé au 12 cylindres à plat refroidi par air de Porsche, il nécessitait un grand nombre de tuyaux de refroidissement et un énorme radiateur. Comme le châssis était en acier tubulaire avec des panneaux d’aluminium riveté, le poids de la voiture était supérieur de 100 kg à celui du châssis à cadre aluminium de la 917. Nonobstant la différence de poids et un centre de gravité plus élevé, la Ferrari 512 S et la Porsche 917 devaient, en théorie, se livrer un duel équilibré.
Au début de 1970, les Ferrari 512 S furent handicapées par des maladies de jeunesse prévisibles, notamment une suspension faible et des problèmes de transmission. Le fait que Porsche avait déjà accumulé en 1969 six mois d’expériences contrastées avec la 917 allait se révéler décisif pour le reste de la saison. Contrairement à Porsche, Ferrari n’organisa pas une compétition interne. Chez Porsche, John Wyer Automotive, KG Porsche Salzburg et plus tard Martini Racing reçurent toutes un support direct de l’usine. Par conséquent, au moins quatre voitures étaient de réelles voitures d’usine, sans toutefois mettre la pression sur l’usine elle-même, puisque les fonds et le personnel étaient fournis par ces écuries professionnelles. Et même les privés comme AAW Shell Racing et David Piper Racing obtenaient un bien meilleur soutien que les clients de Ferrari. Ferrari n’adopta pas ce schéma moderne, mais engagea elle-même les voitures de façon traditionnelle sous la bannière Spa Ferrari SEFAC. N’ayant que quelques pilotes de Formule 1 sous contrat au cours des années précédentes, et alors que les meilleurs conducteurs de voitures de sport couraient pour Porsche, Ferrari eut du mal à trouver des pilotes qualifiés pour ses engagements. Outre les véhicules d’usine, il y avait les voitures privées engagées par la Scuderia Filipinetti, le NART, l’Écurie Francorchamps, la Scuderia Picchio Rosso, le Gelo Racing Team et l’écurie Montjuich. Ces voitures privées ne reçurent jamais un soutien équivalent à celui donné par Porsche à ses clients. Ceux-ci furent considérés comme des concurrents destinés à compléter les grilles de départ, mais jamais comme des candidats à la victoire.
Au terme de la saison 1970, Ferrari n'avait remporté que les 12 Heures de Sebring alors que les Porsche 917 et 908 s’étaient partagées la victoire dans les neuf autres courses du championnat. Au Mans, les Ferrari subirent des problèmes de fiabilité bien qu’elles aient été considérées comme aussi rapides que les 917. Quatre 512 S furent engagées par Ferrari pour la course, mais celle aux mains de l’équipage Vaccarella/Giunti fut éliminée au bout de sept tours. La voiture conduite par la paire Merzario/Regazzoni n’alla pas au-delà du trente-huitième tour et celle de Bell/Peterson se retira un tour plus tard. Environ cinq heures plus tard, la voiture pilotée par Ickx/Schetty était éliminée après 142 tours. Pour les circuits rapides comme Le Mans, Spa, Monza et le Österreichring, un arrière long (longue queue), dessiné pour mieux convenir aux pistes rapides, était fixé sur la voiture. À la fin de la saison, la 512 M avait prouvé être rapide et l’équipage Ickx/Giunti remporta les 9 heures de Springbok sur le circuit de Kyalami, une épreuve ne comptant pas pour le championnat. Comme la faille du règlement allait être comblée à partir de 1972, Ferrari décida de ne plus inscrire de 512 d’usine en compétition pour se concentrer sur le développement d’un nouveau prototype trois litres. En 1971, l’écurie Penske engagea une 512 M améliorée (châssis n° 1040) sous livrée Sunoco qui fut capable de concurrencer la 917 en s’emparant à plusieurs reprises de la pole position.

## Voitures construites

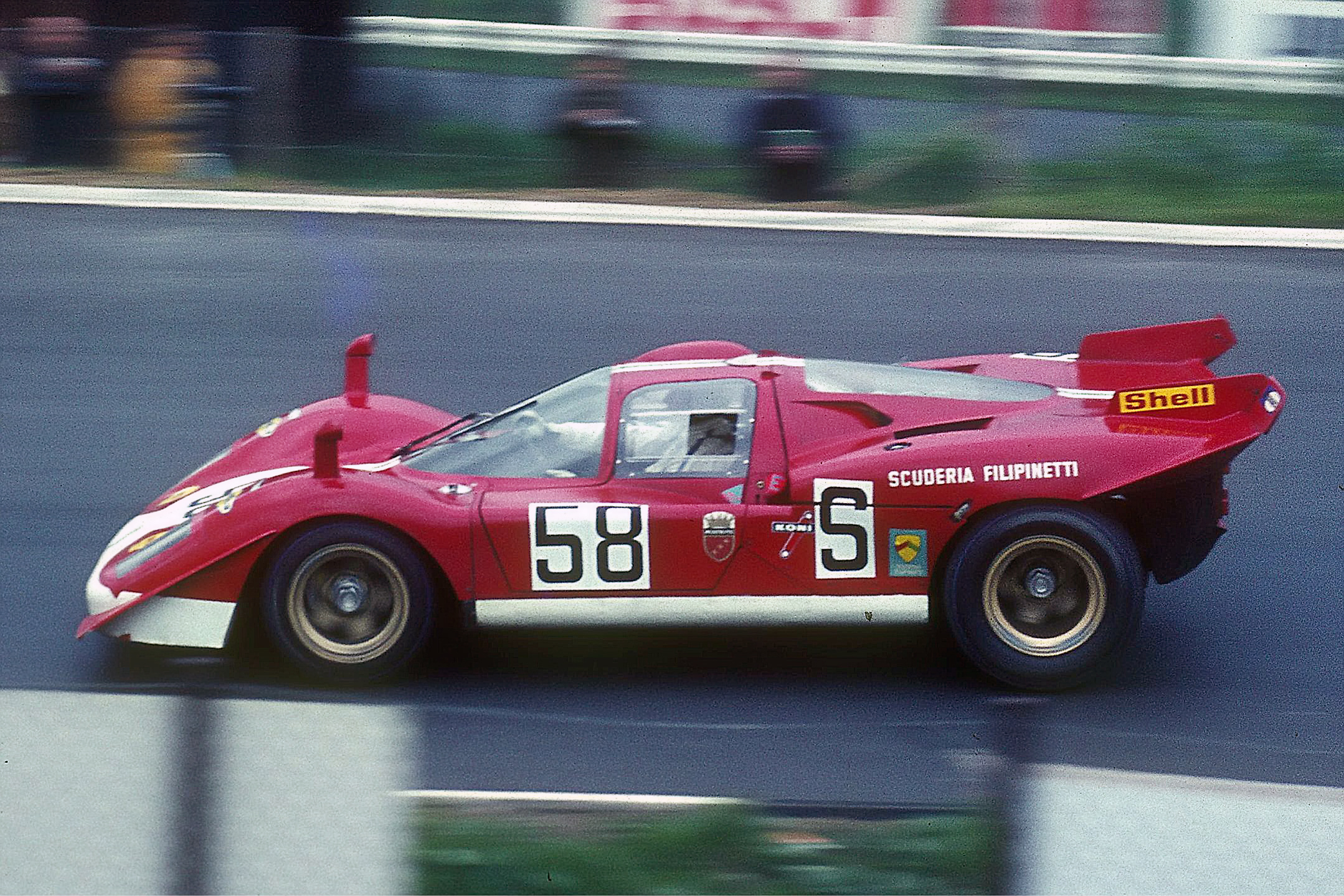
Mike Parkes sur la Ferrari 512S (châssis 1008) de la Scuderia Filipinetti aux 1 000 kilomètres du Nürburgring 1970, où il terminera 4e avec Herbert Müller

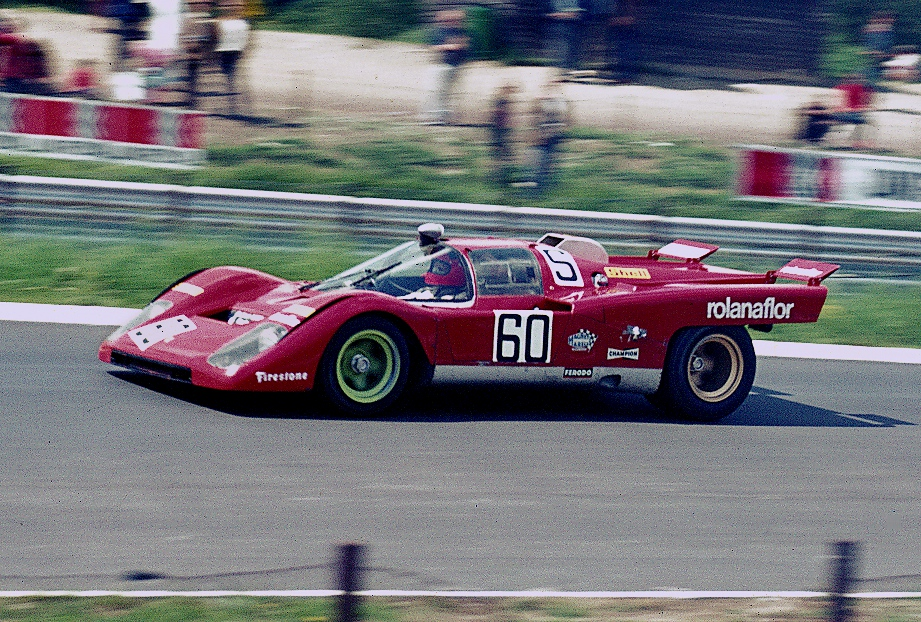
Ferrari 512M (châssis 1044) de Herbert Müller, en 1971 au Nürburgring

Ferrari présenta aux services d’homologation le nombre requis de vingt-cinq voitures –dix-sept voitures achevées et huit en cours d’assemblage – juste à temps pour les 24 heures de Daytona. Parmi ces voitures, dont les châssis portaient, conformément à la tradition, des numéros pairs allant de 1002 à 1050, dix-neuf furent utilisées en course en 1970, dont cinq spiders. Contrairement à Porsche, qui avait construit un total de cinquante 917, Ferrari n’arriva pas à vendre toutes les voitures excédentaires et le châssis 1046 fut donné à Pininfarina qui s’en servit pour construire un concept car, la Ferrari Modulo.
Les seuls châssis de 512 ayant gagné des courses notoires sur le plan international en 1970 furent le 1026 (Sebring) et le 1010 (Kyalami, mais déjà en version M et hors championnat, en fin de saison).
Des vingt-cinq voitures fabriquées en vue de la saison 1970, mais qui ne coururent pas cette année-là, le châssis 1020 fut converti en 512 M à la fin de la saison et vendu au NART, qui l’engagea en compétition en 1971. Le châssis 1024 resta invendu en 1970 et fut transformé en 512 M pour être vendu l’année suivante à la Scuderia Brescia Corse. Le châssis 1036 fut utilisé comme voiture test par le département course de Ferrari. Plus tard, il fut vendu à Solar Productions pour être utilisé pour le film Le Mans de Steve McQueen.

## Les pilotes des 512 S d’usine
Contrairement à Porsche qui, depuis le milieu des années 1960, s’efforçait d’aligner les meilleurs pilotes d’endurance de l’époque, Mauro Forghieri ne put compter uniquement sur des pilotes de pointe dans la course menée par Ferrari pour remporter le championnat du monde des voitures de sport 1970. En effet, Ferrari avait abandonné les compétitions de sport-prototypes après 1967, à l’exception de quelques engagements en 1969. Clay Regazzoni et Jacky Ickx, qui étaient revenus de chez Brabham, étaient les pilotes engagés par Ferrari en F1 pour la saison 1970. Mais comme les courses d’endurance nécessitaient deux pilotes par voiture engagée, au moins six pilotes supplémentaires étaient nécessaires pour pouvoir aligner quatre voitures en vue de pouvoir concurrencer les quatre Porsche (ou plus) soutenues par l’usine. En outre Alfa Romeo avait également engagé des voitures d’usine et recherchait des pilotes à qui les confier.
Au début de la saison, l’ancien pilote d’usine Pedro Rodríguez de la Vega avait rejoint l’écurie JWA Gulf Racing de John Wyer qui courait sur Porsche pour les courses d’endurance et l’équipe BRM en F1. Un autre ancien pilote d’usine Ferrari, Chris Amon courait désormais en F1 pour March, tout comme Mario Andretti. 
Il était prévu que Clay Regazzoni, Jacky Ickx, Ignazio Giunti, Peter Schetty, Nino Vaccarella et Arturo Merzario disputeraient autant de courses que possible. Seuls Vaccarella et Schetty étaient libres d’obligations en F1. Bien que rapides ils n’étaient pas des pilotes aussi polyvalents que Jo Siffert, Brian Redman, Vic Elford, Hans Herrmann et Pedro Rodriguez (parmi ceux-ci Siffert courait en F1 pour March et Rodriguez pour BRM, mais ils n’étaient pas astreints aux mêmes séances de test que les autres pilotes de F1), qui étaient tous capables de courir avec la 917 sur l’ultra rapide circuit de Spa-Francorchamps aussi bien qu’au volant d’une 908/3 sur le virevoltant circuit de la Targa Florio. Ferrari engagea une voiture pour la Targa Florio, aux mains de Giunti et Vaccarella, alors que Porsche disputa avec quatre voitures l’épreuve, qu’elle remporta facilement. Bien que tous les pilotes Ferrari étaient aussi compétents que leurs concurrents, ils étaient moins disponibles que les pilotes Porsche. Vaccarella était « l’homme des montagnes rocheuses » à la Targa Florio et Schetty était un spécialiste des courses de côte où Porsche dominait également. Malheureusement, Derek Bell and Jackie Oliver étaient également indisponibles pour la plupart des courses d’endurance en raison de leurs engagements en F1 pour Brabham et BRM. John Surtess, qui avait quitté Ferrari en 1966 après avoir eu des mots avec Eugenio Dragoni, revint pour les courses à Monza, Spa et au Nürburgring.
Alors que JWA Gulf, KG Salzburg et Martini Racing pouvaient compter sur des équipages stables pour toute la saison, Mauro Forghieri, le directeur de course de Ferrari devait régulièrement changer ses équipages. En définitive, son meilleur pilote Mario Andretti ne put être présent que pour les trois courses américaines (Daytona, Sebring et Watkins Glen). Au total douze pilotes différents furent alignés en 1970 au volant des 512 S d’usine. L’un d’entre eux, l’espoir Ignazio Giunti, disputa neuf des dix courses, ne manquant que les 1 000 kilomètres de Brands Hatch. Merzario et Vaccarella en disputèrent sept, Ickx et Schetty six. Seuls Vaccarella et Surtees étaient âgés de 35 ans ou plus. Si ce n’est Clay Regazzoni (âgé de 31 ans), tous les autres avaient moins de 30 ans, avec Ickx (25), Peterson (26), Merzario (27) et Bell (28). Peterson n’avait été engagé que pour Le Mans, une grosse erreur de Forghieri qui aurait dû lui offrir un contrat pour toute l’année.
Un autre handicap pour Ferrari était imputable à son engagement en F1, qui eut pour conséquence que les 512 S ne purent recevoir en tout temps une assistance technique complète. En 1970, Ickx termina à la seconde place du championnat du monde de F1 avec trois victoires à son actif alors que Regazzoni terminait troisième avec une victoire. Ni l’un ni l’autre ne parvint à combler l’écart qui le séparait de Jochen Rindt victime d’un accident fatal lors des essais du Grand Prix d’Italie et sacré champion du monde à titre posthume.
Des douze pilotes d’usine ayant conduit une Ferrari 512 S en 1970, neuf étaient encore en vie en janvier 2016. Ignazio Giunti se tua à Buenos Aires en 1971 au volant de la nouvelle Ferrari 312 PB. Il menait l’édition 1971 des 1 000 kilomètres de Buenos Aires lorsqu’il entra en collision avec la Matra que Jean-Pierre Beltoise essayait de ramener aux stands en la poussant après être tombé en panne d’essence. Giunti subit des blessures auxquelles il ne put survivre. Ronnie Peterson, qui avait commencé sa carrière en F1 en 1971, mourut des suites des blessures encourues lors d’un accident survenu au départ du Grand Prix d’Italie 1978. Regazzoni, resté paraplégique après un accident survenu au cours du Grand Prix automobile des États-Unis Ouest 1980, a trouvé la mort dans un accident de circulation survenu en Italie le 15 décembre 2006.

### Palmarès des 512 S
- 12 Heures de Sebring 1970 (Giunti / Vaccarella / Andretti)[5]
- 500 kilomètres de Zolder 1970 (Loos / Kelleners)
- 200 milles de Fuji 1970 (Moretti)
  - 2e des 1 000 kilomètres de Monza 1970 (Giunti / Vaccarella / Amon)
  - 2e des 1 000 kilomètres de Spa 1970 (Ickx / Surtees)
  - 2e des 1 000 kilomètres de Paris 1970 (Juncadella / Jabouille)
  - 2e des 24 Heures de Daytona 1971 (Bucknum / Adamowicz)
  - 3e des 24 Heures de Daytona 1970 (Andretti / Merzario / Ickx)
  - 3e de la Targa Florio 1970 (Vaccarella / Giunti)
  - 3e des 1 000 kilomètres du Nürburgring 1970 (Surtees / Vaccarella)
  - 3e des 6 Heures de Watkins Glen 1970 (Andretti / Giunti)